# Ayer's Cliff
Ayer's Cliff är en bykommun (municipalité de village) och tätort (centre de population) i provinsen Québec i Kanada. Den ligger i regionen Estrie, i den sydöstra delen av landet, 290 km öster om huvudstaden Ottawa.
Kommunen är officiellt tvåspråkig (franska och engelska), med 67 % fransktalande och 37 % engelsktalande (modersmålstalare) vid folkräkningen 2021.